# دولة نامية

الدول أو المدن المتقدمة.
دول نامية.
الدول الأقل تطورًا.
البيانات غير متوفرة.أحدث التصنيفات حسب صندوق النقد الدولي، والأمم المتحدة.

الدول النامية أو المستنمية هي دول تتسم بمعيار منخفض لمستوى المعيشة، وتحتوي على قاعدة صناعية مختلفة، وتحتل مرتبة منخفضة في مؤشر التنمية البشرية مقارنة بدول أخرى. منذ نهاية تسعينيات القرن العشرين، أظهرت المؤشرات أن الدول النامية تحقق معدلات نمو أعلى من الدول المتقدمة. لا يوجد معيار عالمي متفق عليه حول ما يجعل دولة ما متقدمة وأخرى نامية، ولكن هناك مؤشرات يمكن القياس عليها مثل الناتج المحلي الإجمالي للفرد. ولا ينبغي الخلط بين مصطلحي «الدول الأقل تقدما» و«الدول النامية». وتم انتقاد المصطلح من بعض الدول لانه يستند إلى معايير غربية.
البلدان النامية، وفقا لما ذكره بعض المؤلفين مثل كوالت ويتمان روستو والت ويتمان روستو، هي البلدان التي تمر بمرحلة انتقالية من أساليب الحياة التقليدية المتعددة نحو أسلوب الحياة الحديث منذ الثورة الصناعية في إنجلترا في القرنين الثامن عشر والتاسع عشر ميلادية.
بعض الباحثون في اقتصاد التنمية، مثل ثيودر شولتز (Theodore W. Schultz)  الحاصل على جائزة نوبل في عام 1979، وجدوا أن المزارعين المتعلمين في البلدان النامية هم أكثر إنتاجية من المزارعين الأميين، كما يوصي بالاستثمار في اقتصاد الموارد البشرية مثل (التعليم والصحة) كأداة فعالة للتنمية الاقتصادية. بينما باحثون آخرون يعتقدون أن التنمية الاقتصادية هي قابلة للقياس عالميا على مستوى التعليم من المرحلة الابتدائية إلى المرحلة الجامعية فقط، فانه أينما وجد مستوى التعليم عاليا، وجد مستوى التنمية عالي أيضا. كما أنه استنتج قانونا، أن معدل التعليم يتناسب طرديا مع معدل التنمية الاقتصادية ويتناسب عكسيا مع معدل النمو السكاني، ويتم قياس التنمية الاقتصادية من خلال نسبة العمل في القطاعات الحديثة ومتوسط العمر. وهكذا، فإن التطور والتنمية يمكن أن يحدث في بلد ما، إذا كان مجهزا بمستوى عال من التعليم العلمي والموسوعي.

## تاريخ الدول النامية
استعمل الرئيس الأمريكي هاري ترومان عام 1949 لأول مرة مصطلح «الدول النامية» وخاطب المجتمع العالمي لمساعدة هذه الدول للخروج من الجهل والفقر؛ فأنشأ من العلوم الاقتصادية فرعا يسمى «اقتصاد التنمية».

## تعريفات

خريطة العالم تمثل فئات مؤشر التنمية البشرية (استنادا إلى بيانات 2021، المنشورة في 2022.
عالي جدا.
عالي.
متوسط
منخفض
لا بيانات.

تعترف الأمم المتّحدة بأنها «لا تمتلك اتّفاقيةً ثابتةً لتصنيف الدول أو المناطق «المتقدّمة» أو «النامية»». وفقاً لمعايير الرموز الموحّدة للدول والمناطق لأغراضٍ إحصائية (إم-49) المنشورة في عام 1999:
خُصّصت تصنيفات «المتقدّمة» و«النامية» لتيسير العمل الإحصائي وليس لإبداء حكم حول المرحلة التي وصلت إليها دولةً أو منطقةً ما في إطار عملية التنمية.
تفترض الأمم المتّحدة أنّ الدول النامية هي الدول التي لا تندرج ضمن القائمة الدقيقة الشاملة للبلدان المتقدّمة:
لا يوجد اتّفاقية ثابتة لتصنيف الدول والمناطق «المتقدّمة» و«النامية» في منظومة الأمم المتّحدة. وفقاً للممارسة الموحّدة، يُعتبر كلّ من اليابان في آسيا وكندا والولايات المتّحدة في أمريكا الشمالية وأستراليا ونيوزيلندا في أوقيانوسيا وأوروبا أقاليماً ومناطقَ «متقدّمة». وفقاً لإحصائيات التّجارة الدّولية، يُعتبر كلّ من الاتّحاد الجمركي لإفريقيا الجنوبية وإسرائيل دولاً متقدّمة، وتُعتبر الدول الخارجة لتوّها من يوغوسلافيا السّابقة دولاً ناميةّ، أمّا دول أوروبا الشّرقية ورابطة الدول المستقلّة (الاتّحاد السوفيتي سابقاً) في أوروبا فلم تُصنّف كدول متقدّمة أو نامية.
رغم ذلك، تقتضي معايير أخرى مرور بعض الدول بمرحلةٍ تنمويةٍ وسيطةٍ. رأى صندوق النقد الدولي (IMF) عقب سقوط الاتّحاد السوفيتي أن «الدول التي تمرّ بمرحلةٍ انتقالية» هي جميع دول أوروبا الوسطى والشرقية (بما في ذلك دول أوروبا الوسطى المنتمية إلى «مجموعة أوروبا الشرقية» في مؤسسات الأمم المتّحدة)، إضافةً إلى دول الاتّحاد السوفيتي السّابق في آسيا الوسطى (كازخستان وأوزبكستان وقيرغيزستان وطاجيكستان وتركمانستان) ومنغوليا. صُنّفت الدول المتقدّمة والناشئة أو النامية طبقاً إلى «آفاق الاقتصاد العالمي» الصادر عن صندوق النقد الدولي، وذلك اعتماداً على «(1) مستوى دخل الفرد، (2) تنوّع الصادرات؛ وبذلك لا تُصنّف الدول المصدّرة للنفط ذات الناتج المحلي الإجمالي الفردي المرتفع كدولة متقدمة بسبب سيطرة النفط على صادراتها بنسبة 70%، (3) درجة الاندماج في النظام المالي العالمي».
تُصنّف الدول حسب التغيّرات في مستوى تنميتها خلال فترة زمنية معيّنة جنباً إلى جنب مع مستواها التنموي الحالي. اتخذّ البنك الدولي في نسخته لعام 2016 الخاصة بالمؤشرات التنموية العالمية قراراً بعدم التمييز بين الدول «المتقدّمة» و«النامية» في تقديم بياناته، إذ أشار إلى تقادم هذا التمييز بين التصنيفين. عوضاً عن ذلك، صنّف البنك الدولي الدول ضمن أربع فئات بناءً على نصيب الفرد من الدخل القومي الإجمالي، على أن يُعاد تصنيف الدول في 1 يوليو من كلّ عام. وفي عام 2016، شملت الفئات الأربعة ما يلي (بالدولار الأمريكي):
- الدول ذات الدخل المنخفض: 995 دولاراً أو أقل.
- الدول ذات الدخل المتوسط الأدنى: بين 996 و3,895 دولاراً.
- الدول ذات الدخل المتوسط الأعلى: بين 3,895 و12,055 دولاراً.
- الدول ذات الدخل المرتفع: 12,056 دولاراً أو أكثر.[16]

### مقياس ومفهوم التنمية

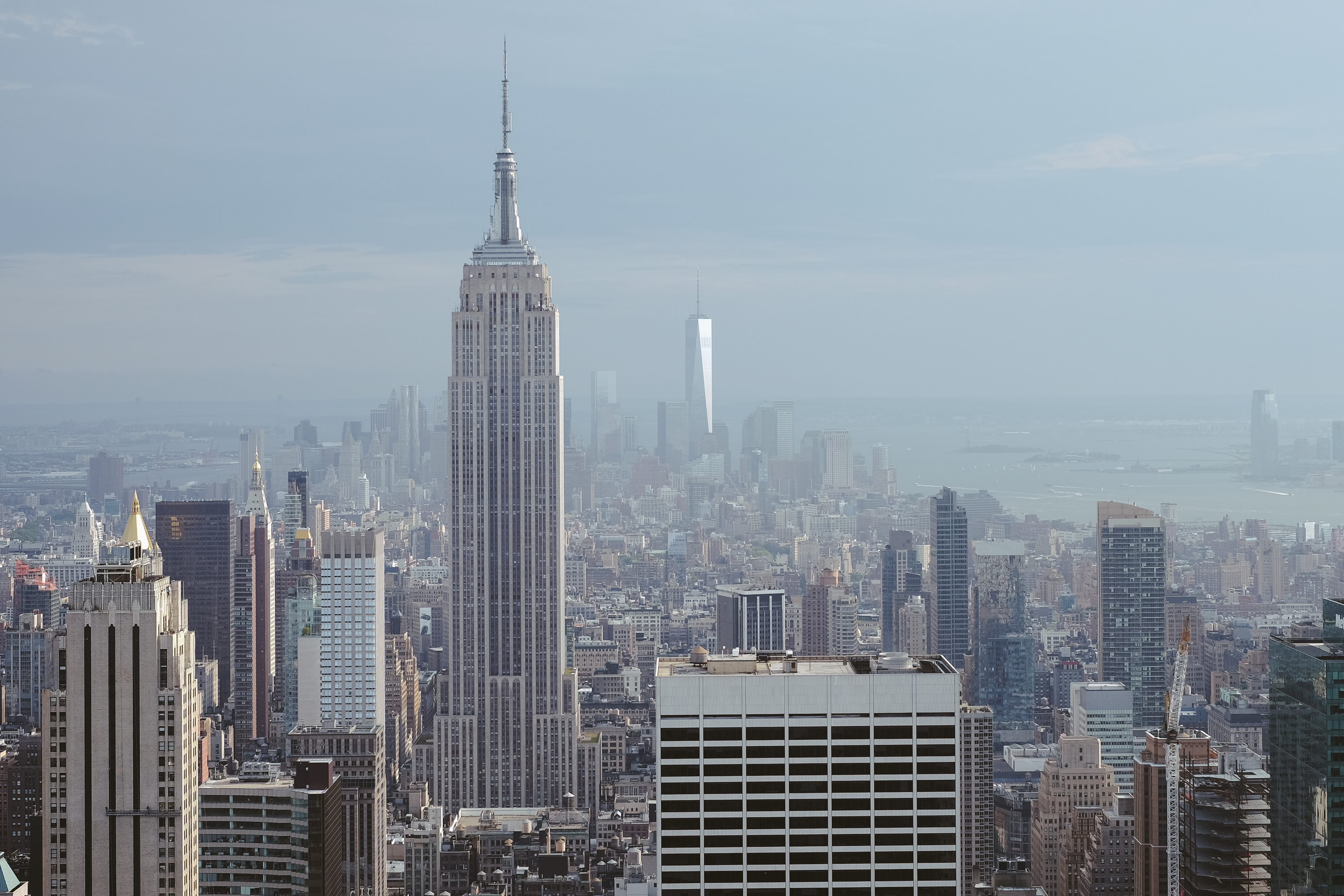
ناطحات السحاب في نيويورك، تعتبر الولايات المتحدة أكثر دولة متقدمة في العالم.

عرّف الأمين العام السّابق للأمم المتّحدة كوفي عنان الدولة المتقدّمة على أنها «الدولة التي تتيح لجميع مواطنيها الاستمتاع بحياةٍ حرّة وسليمة ضمن بيئة آمنة».
تُقاس التنمية وفقاً لمعايير اقتصادية أو بشرية. تُعرف الدول النامية عموماً بأنها الدول التي لم ترتقِ إلى مستوى تصنيعي بارز نسبةً إلى سكّانها والتي تتراوح فيها مستويات المعيشة غالباً بين المتوسطة والمنخفضة. هناك علاقة تربط بين الدخل المنخفض والنمو السكّاني المرتفع. تُقاس التنمية في أي دولة وفقاً لمؤشرات إحصائية مثل نصيب الفرد من الدخل ونصيب الفرد من الناتج المحلي الإجمالي ومتوسط العمر المتوقّع ومعدّل الإلمام بالقراءة والكتابة، إضافةً إلى مؤشر الحرية وغيره من الأمور. طوّرت الأمم المتّحدة ما يسمى بمؤشر التنمية البشرية (HDI)، وهو مؤشر مركّب شامل لبعض الإحصاءات المذكورة أعلاه، هدفه قياس مستوى التنمية البشرية في الدول التي تتوافر فيها هذه البيانات. وضعت الأمم المتّحدة الأهداف الإنمائية للألفية استناداً إلى مخطّط تشاركي بين جميع بلدان العالم والمؤسسات الإنمائية الرائدة بهدف تقييم النمو. انتهت هذه الأهداف مع حلول عام 2015 لتحلّ أهداف التنمية المستدامة مكانها.
يتكرر ظهور مفهوم الأمة النامية في العديد من النظم النظرية ذات التوجّهات العديدة، مثل نظريات إنهاء الاستعمار ولاهوت التحرير والماركسية ومعاداة الاستعمارية ونظرية التحديث والتغيير الاجتماعي والاقتصاد السياسي.
تُعتبر التغيّرات القطّاعية أحد المؤشرات المهمة التي تظهر أثناء عملية التنمية في الدولة. تنمو الدول المساهمة بنسبة 50% من القطّاع الثانوي (التصنيع) وسطياً بشكل ملحوظ. وعلى غرار ذلك، تشهد الدول القوّية في قطّاعها الثالث معدل نمو اقتصادي كبير.

### المصطلحات المُستخدمة لتصنيف مستويات التنمية
هناك العديد من المصطلحات المُستخدمة للتصنيف التقريبي للدول حسب مستوى التنمية. يتباين تصنيف الدول وفقاً للمصادر، إذ تُزيّف هذه التصنيفات أو المصطلحات المحدّدة المُستخدمة الصورة وتشوّهها في بعض الأحيان. يشير استخدام مصطلح «السوق» بدلاً من «الدولة» عادةً إلى التركيز بصفة خاصة على سمات الأسواق الرأسمالية للدول بدلاً من الاقتصاد الكلّي.
- الدول المتقدّمة والأسواق المتقدّمة.
- تُصنّف الدول النامية ضمن ترتيب تنازلي وفقاً للنمو الاقتصادي أو حجم السوق الرأسمالي إلى:
- دول صناعية جديدة.[19][20][21][22]
- دول ناشئة.
- دول وليدة.
- دول أقل نماء.

تُصنّف الدول النامية بحسب الجغرافيا إلى:
- دول جزرية صغيرة نامية.
- دول نامية غير ساحلية.

تتضمّن التصنيفات الأخرى ما يلي:
- الدول الفقيرة المُثقلة بالديون، وهو تصنيف خاص ببرنامج تابع لصندوق النقد الدولي والبنك الدولي.
- الاقتصاد الانتقالي، الانتقال من الاقتصاد المُخطّط مركزياً إلى اقتصاد السوق.
- نظم تجميعية متعدّدة الأبعاد: صنّف العلماء الدول النامية إلى خمس فئات بناءً على بعض العوامل، مثل مستويات الفقر وعدم المساواة والإنتاجية والابتكار والقيود السياسية والاعتماد على التدفّقات الخارجية، وذلك على أساس امتلاك الدول المختلفة أولويات ومستويات تنموية مختلفة بهدف الوصول إلى الموارد والطاقات المؤسساتية وتكوين فهم أكثر دقّة للدول النامية وسماتها.[23][24]

### انتقادات ومصطلحات أخرى
ثمّة انتقادات مفادها استخدام مصطلح «دولة نامية»، إذ يشير المصطلح إلى دونية الدولة مقارنةً بالدول المتقدّمة. ومن الممكن أن يشير المصطلح إلى الرغبة في التنمية وفقاً للنموذج الغربي التقليدي للتنمية الاقتصادية، والذي اختارت بعض الدول مثل كوبا وبوتان عدم اتّباعه. اقتُرحت بعض المقاييس البديلة مثل السعادة الوطنية الإجمالية كمؤشر مهم للتنمية.
يشير تصنيف الدول على أنها «نامية» إلى تقدّم دول أخرى. يثير هذا الانقسام الثنائي جدلاً كبيراً.
بدأت المنظّمات الدولية باستخدام مصطلح «دول أقل تقدّماً اقتصادياً» للإشارة إلى الدول الأكثر فقراً للتخفيف من حدّة مصطلح «دولة نامية»، على الرغم من عدم تعبير هذا المصطلح عن مفهوم «النامية». يسلّط هذا الأمر الضوء على التباين الكبير في مستويات المعيشة بين جميع أنحاء العالم النامي. تُستخدم بعض المصطلحات الأخرى مثل الدول الأقل نمواً والدول المتخلّفة والدول غير الصناعية. وعلى النقيض من ذلك، يُشار إلى الدول المتقدمة على أنها الدول المتقدّمة اقتصادياً والدول الصناعية.
على صعيد التنمية، تحدّى عالم الأنثروبولوجيا والباحث جيسون هيكل الفكرة القائلة بمساعدة الدول الغنّية التابعة لمنظّمة التعاون الاقتصادية والتنمية للبلدان الفقيرة بهدف تنمية اقتصادها والقضاء على الفقر. يشير هيكل إلى أن الدول الغنية «ليست إحدى الدول النامية الفقيرة، فالدول الفقيرة هي من تنمّي الدول الغنية».

### العالم الثالث
استُخدم مصطلح العالم الثالث في العقود القليلة الماضية عقب سقوط الاتّحاد السوفيتي ونهاية الحرب الباردة لوصف الدول النامية، لكنّه أصبح مصطلحاً تقادمياً في السنوات الأخيرة لفشله في تمثيل الحالة السياسية أو الاقتصادية الحالية في العالم. نشأ نموذج العالم الثالث خلال الحرب الباردة لوصف الدول المتحالفة مع الناتو (العالم الأول) أو الكتلة الشيوعية (العالم الثاني، على الرغم من ندرة هذا الاستخدام) أو الدول التي لم تقف مع أيّ من الطرفين (العالم الثالث). وبدقيق العبارة، يُعتبر «العالم الثالث» تصنيفاً سياسياً وليس اقتصادياً.

### سياسات التنمية
ظهر علماء وباحثون ليجدوا سبلا للخروج من مازق التخلف، كاتفاقية بريتون وودز (Bretton Woods)أو المرامي الإنمائية للألفية (بالإنكليزية: Millennium Development Goals).

وتستعد الامم المتحدة حاليا للتصويت على قرار تطبيق برنامج «أهداف التنمية المستدامة» لما بعد 2015. ولكن هناك خبراء امميون يشككون في تمويل وتحقيق هذا البرنامج الكثيف الذي يحتوي على 17 هدف و169 وصية.

## خصائص مشتركة بين الدول المتقدمة والنامية

### الحكومة، السياسة، والإدارة
لم تنل العديد من الدول النامية حقها الكامل في تقرير المصير والديمقراطية حتى ما بعد النصف الثاني للقرن العشرين. كانت العديد من هذه الدول محكومة من أحد القوى الاستعمارية الأوروبية حتى إنهاء الاستعمار. الأنظمة السياسية في الدول النامية متنوعة، ولكن معظم الدول أسست شكلًا من أشكال الحكومة الديمقراطية بحلول بداية القرن الحادي والعشرين، بدرجات مختلفة من النجاح والحرية السياسية. دخلت الأنظمة السياسية الديمقراطية على سكان الدول النامية بعد أقرانهم في الشمال وبشكل أكثر فجائية، وكانوا أحيانًا مستهدفين بجهود حكومية وغير حكومية للتشجيع على المشاركة في الحكم. يعرف عالم الاجتماع باتريك هيلر «المواطنة الفعالة» كما يلي: «إغلاق الفجوة بين الحقوق القانونية الرسمية في الساحة المدنية والسياسية، والقدرة الفعلية على ممارسة هذه الحقوق بشكل ذي معنى».
بالإضافة إلى المواطنة، فقد أضاءت دراسة سياسة الانتقال عبر الحدود في الدول النامية بشكل قوي على نقاشات الهجرة، وهو ما يعتبر فعلًا تصحيحيًا للتركيز التقليدي على الدول النامية. يعرف بعض العلماء السياسيون «تصنيفًا نوعيًّا لأنظمة إدارة الهجرة الأممية والتنموية والليبرالية الحديثة» في الدول النامية المختلفة.

### الاقتصاد
بعد الاستقلال وإنهاء الاستعمار في القرن العشرين، كانت معظم الدول النامية بحاجة ماسة لبنية تحتية جديدة، وصناعة جديدة، وتحفيز اقتصادي. اعتمد العديد منها على الاستثمار الأجنبي. ركز هذا التمويل على تحسين البنية التحتية والصناعة، ولكنه أدى إلى نظام من الاستغلال المنهجي.[بحاجة لمصدر] صدروا موادًا خام، كالمطاط، للحصول على تسويات. كثيرًا ما استغلت شركات غربية العمالة الأرخص في الدول النامية للإنتاج. انتفع الغرب بشكل كبير من هذا النظام، ولكنه ترك الدول النامية دون تطوير.
يدعى هذا الأمر أحيانًا الاستعمار الحديث، وهو نظام تستغل فيه الدول الأقل تطورًا من قبل الدول المتطورة. لا يعني بالضرورة أن المستعمرات السابقة ما تزال تحت سيطرة مستعمريها السابقين؛ بل يشير إلى استغلال شبيه بالاستعمار. تساعد الدول النامية غالبًا في تطوير الدول الغنية أكثر، بدل من تطورها أنفسها. أسست عدة مؤسسات بهدف وضع حد لهذا النظام. من هذه المؤسسات النظام الاقتصادي الدولي الجديد. وهي مؤسسة تطبق سياسة غير مشروطة تروج لجعل الدول النامية مكتفية أو إبقائها مكتفية ذاتيًا. وبالتحديد أكثر، فإنها تروج لسيادة هذه الدول على مواردها الطبيعية وللتحول الصناعي.
كثيرًا ما تشكل تحالفات لدول نامية، كالنظام الاقتصادي الدولي الجديد ضغطًا للمساواة في الساحة العالمية. قد يشير صعود الصين إلى صعود دول البريكس.

## قائمة بالاقتصاديات النامية
القائمة التالية تمثل الاقتصادات النامية بحسب تعريف صندوق النقد الدولي وتقرير آفاق الاقتصاد العالمي لشهر أبريل 2015.
- أفغانستان
- ألبانيا
- الجزائر
- أنغولا
- أنتيغوا وباربودا
- الأرجنتين
- أرمينيا
- أذربيجان
- جزر البهاما
- البحرين
- بنغلاديش
- باربادوس
- بيلاروس
- بليز
- بنين
- بوتان
- بوليفيا
- البوسنة والهرسك
- بوتسوانا
- البرازيل
- بروناي
- بلغاريا
- بوركينا فاسو
- بورما
- بوروندي
- كمبوديا
- الكاميرون
- الرأس الأخضر
- جمهورية إفريقيا الوسطى
- تشاد
- تشيلي
- الصين
- كولومبيا
- جزر القمر
- جمهورية الكونغو الديمقراطية
- الكونغو
- كوستاريكا
- ساحل العاج
- كرواتيا
- جيبوتي
- دومينيكا
- جمهورية الدومينيكان
- الإكوادور
- مصر
- السلفادور
- غينيا الاستوائية
- إرتريا
- إثيوبيا
- فيجي
- الغابون
- غامبيا
- جورجيا
- غانا
- غرينادا
- غواتيمالا
- غينيا
- غينيا بيساو
- غيانا
- هايتي
- هندوراس
- المجر
- الهند
- إندونيسيا
- إيران
- العراق
- جامايكا
- الأردن
- كازاخستان
- كينيا
- كيريباتي
- قرغيزستان
- لاوس
- لبنان
- ليسوتو
- ليبيريا
- ليبيا
- مقدونيا
- مدغشقر
- مالاوي
- ماليزيا
- المالديف
- مالي
- جزر مارشال
- موريتانيا
- موريشيوس
- المكسيك
- ميكرونيسيا
- مولدوفا
- منغوليا
- الجبل الأسود
- المغرب
- موزمبيق
- ناميبيا
- نيبال
- نيكاراغوا
- النيجر
- نيجيريا
- عمان
- باكستان
- بالاو
- بنما
- بابوا غينيا الجديدة
- باراغواي
- بيرو
- الفلبين
- بولندا
- قطر
- رومانيا
- روسيا
- رواندا
- سانت كيتس ونيفيس
- سانت لوسيا
- سانت فينسنت والغرينادين
- ساموا
- ساو تومي وبرينسيب
- السعودية
- السنغال
- صربيا
- سيشل
- سيراليون
- جزر سليمان
- الصومال
- جنوب إفريقيا
- جنوب السودان
- سريلانكا
- السودان
- سورينام
- إسواتيني
- سوريا
- طاجيكستان
- تنزانيا
- تايلاند
- تيمور الشرقية
- توغو
- تونغا
- ترينيداد وتوباغو
- تونس
- تركمانستان
- توفالو
- أوغندا
- أوكرانيا
- الإمارات العربية المتحدة
- الأوروغواي
- أوزبكستان
- فانواتو
- فنزويلا
- فيتنام
- اليمن
- زامبيا
- زيمبابوي

دول نامية غير مصنفة بحسب منظمة النقد الدولي
- كوبا
- ناورو
- كوريا الشمالية

## قائمة الدول النامية المتخرجة
- هونغ كونغ (منذ 1997)[39]
- إسرائيل (منذ 1997)[39]
- سنغافورة (منذ 1997)[39]
- كوريا الجنوبية (منذ 1997)[39]
- تايوان (منذ 1997)[39]
- قبرص (منذ 2001)[40]
- سلوفينيا (منذ 2007)[41]
- مالطا (منذ 2008)[42]
- جمهورية التشيك (منذ 2009،[43] منذ 2006 بحسب البنك الدولي)[44]
- سلوفاكيا (منذ 2009)[43]
- إستونيا (منذ 2011)[45]
- سان مارينو (منذ 2012)[46]
- لاتفيا (منذ 2014)[47]
- ليتوانيا (منذ 2015)[48]